# Val di Luce
La Val di Luce (già Val delle Pozze) è situata nell'Appennino tosco-emiliano, ed è percorsa dal Rio Le Pozze, affluente del torrente Scoltenna, tributario del fiume Panaro, che s'immette nel fiume Po. Fino agli anni sessanta veniva chiamata Valle delle Pozze, a causa dei numerosi specchi d'acqua presenti; successivamente furono realizzate varie piste da sci ed impianti di trasporto a fune, nonché un collegamento con il comprensorio sciistico dell'Abetone, e denominata Val di Luce.

## Caratteri
A Sud, la testata della valle è dominata dal monte Alpe Tre Potenze, alto 1940 metri s.l.m.; a Est il suo versante destro è delimitato dal crinale che si distacca dall'Alpe Tre Potenze e che prosegue verso Nord attraverso il Passo della Vecchia, il Monte Dente della Vecchia, il Passo della Fariola, il Monte Gomito, alto metri 1892 s.l.m., e che digrada poi verso i paesi di Faidello e Dogana Nuova, nella valle modenese del torrente Scoltenna, nel Frignano; a Ovest il suo versante sinistro è delimitato dal crinale che la separa dalla valle modenese delle Tagliole, percorsa dal torrente omonimo, crinale che fa anche da confine tra la Toscana e l'Emilia-Romagna; a Nord, la valle sbocca nella Valle dello Scoltenna, presso il paese di Fiumalbo e la strada statale 12 dell'Abetone e del Brennero.
Dai 1940 metri s.l.m dell'Alpe Tre Potenze, presso la testata, fino all'immissione del Rio delle Pozze nello Scoltenna, a 1027 metri s.l.m., la Val di Luce presenta un dislivello di 913 metri ed una lunghezza di circa 8 km. Sotto la quota di circa 1550 metri s.l.m. la Val di Luce è coperta da boschi cedui e di alto fusto prevalentemente di faggio, poi di abete rosso ed abete bianco, nonché di acero di monte; oltre tale altezza, la vegetazione arborea cessa e s'incontrano estesi vaccinieti e brughiere di alta quota, prati-pascoli alternati a rocce affioranti nonché, nella parte più bassa, a pozze d'acqua ed acquitrini: tra essi spicca, proprio sotto la cime dell'Alpe Tre Potenze, il Lago Piatto.

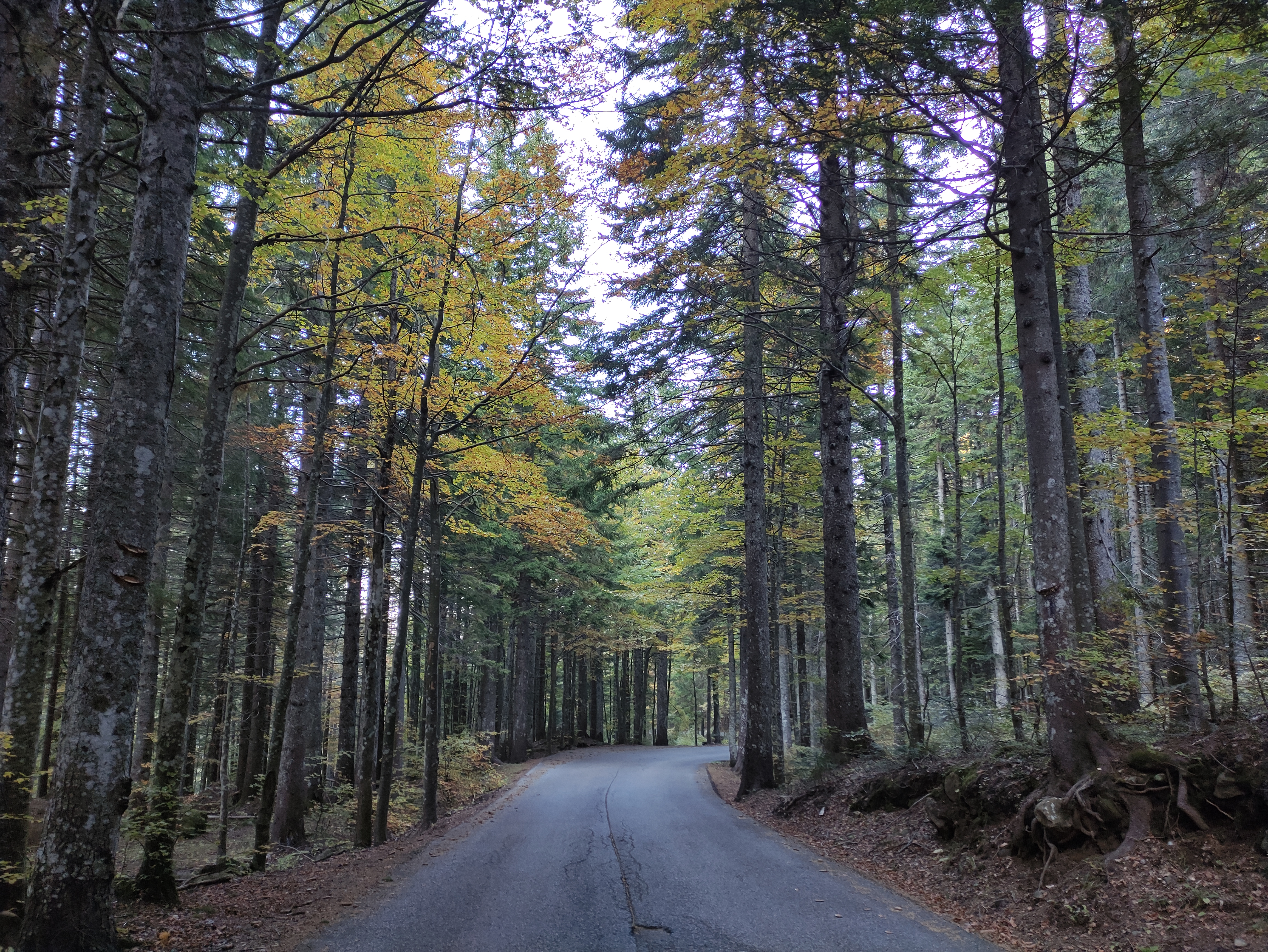
La strada che conduce in Val di Luce (novembre 2021)

## Accessi
La carreggiabile che percorre tutta la Val di Luce fino all'abitato ha una lunghezza di circa 5 km e proviene dal borgo di Faidello, che si trova sulla strada statale nº 12 dell'Abetone e del Brennero, a circa 4 km dal Passo di Abetone. A circa metà percorso si stacca verso Ovest l'antica strada ducale, oggi transitabile solo con veicoli fuoristrada, che aggira il Balzo delle Rose, alto 1789 metri s.l.m., ed entra nella valle modenese delle Tagliole, facente parte del Parco dell'Alto Appennino Modenese, e costeggiandola sale fino al valico di Foce di Giovo, tra il monte Femminamorta ed il Monte Rondinaio. Da qui la strada ducale scende nella Valle lucchese della Fegana, costeggiando la Riserva dei Luoghi Naturali di Orrido di Botri e proseguendo poi per Montefegatesi e la Garfagnana.
La Val di Luce è collegata con le valli adiacenti anche tramite numerosi sentieri. Presso il piccolo unico borgo di fondovalle, costituito da alberghi, residence, negozi, pubblici esercizi e strutture sportive, uno di essi sale al Lago Piatto e da qui, attraverso il Passo della Vecchia, conduce nella contigua Valle del Sestaione, presso il Lago Nero, dove è situato un piccolo rifugio del Club Alpino Italiano di Pistoia e poi presso la Foce di Campolino, nel cuore delle riserve naturali. 
Un altro sentiero, superato il Passo della Fariola, risale il Monte Gomito e digrada poi attraverso la Selletta fino ad Abetone. 
Dal Lago Piatto, attraverso il Passo di Annibale, un sentiero scende nella Valle delle Tagliole, dove incontra la strada ducale che conduce alla Foce a Giovo, importante valico esistente tra il monte Femminamorta ed il Monte Rondinaio; da qui, si può proseguire scendendo sull'antica carreggiabile nella Valle della Fegana, lungo il crinale che bordeggia la riserva del profondo Orrido di Botri oppure ci si può dirigere verso la cima del Monte Rondinaio e scendere fino al pittoresco Lago Baccio o infine, superare il Lago Torbido ed il Lago Turchino ed attraverso il Passetto, raggiungere il Lago Santo. Infine, un sentiero percorre tutta la Val di Luce lungo il Rio delle Pozze dirigendosi poi verso Dogana Nuova, sulla S.S. nº 12 ed un altro risale il versante destro ed attraverso il Pulicchio raggiunge Abetone.

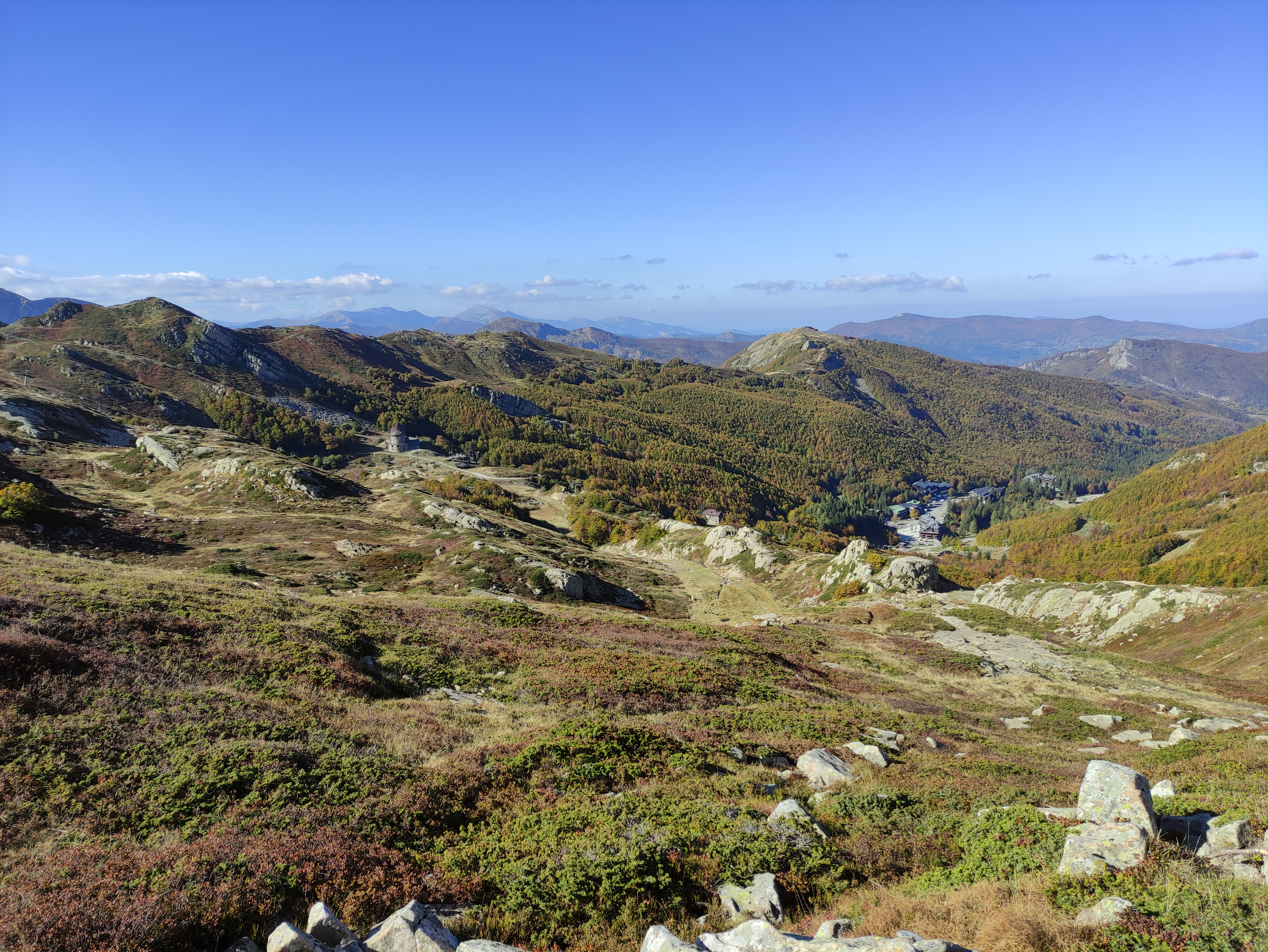
Veduta della Val di Luce dall'Alpe Tre Potenze (novembre 2021)

## Storia
La Val di Luce nel passato risultava pressoché disabitata, a parte qualche capanna di taglialegna o qualche ricovero di pastori per portare le pecore al pascolo nella bella stagione. Tuttavia, era certamente frequentata anche da viandanti, da pellegrini e da mercanti. Infatti, nella zona esistono, fino da epoche remote, valichi appenninici di una certa importanza che congiungevano l'Etruria alla pianura del Po: il Passo di Annibale e il Passo della Vecchia. Entrambi presso la cima dell'Alpe Tre Potenze, la quale congiungeva emblematicamente tre vallate appartenenti a tre stati diversi: il Granducato di Toscana, il Ducato di Lucca e il Ducato di Modena.
L'esistenza del Passo di Annibale nell'alta Val di Luce è legata all'epopea del condottiero cartaginese che secondo alcuni storici, nella primavera del 217 a.C., durante la seconda guerra punica, provenendo dalla pianura padana, vi sarebbe transitato con il suo esercito di 50.000 uomini, proseguendo poi verso la pianura tra Pistoia e Fiesole, ove incontrò soverchie difficoltà nelle paludi, come narra Tito Livio. Non manca chi afferma che sia invece transitato dal Passo di Collina: certo è che ove sia realmente transitato dal Passo di Annibale, deve poi avere costeggiato il Lago Piatto e superando il Passo della Vecchia, deve essere entrato nella Valle del Sestaione per poi discendere verso l'Etruria.

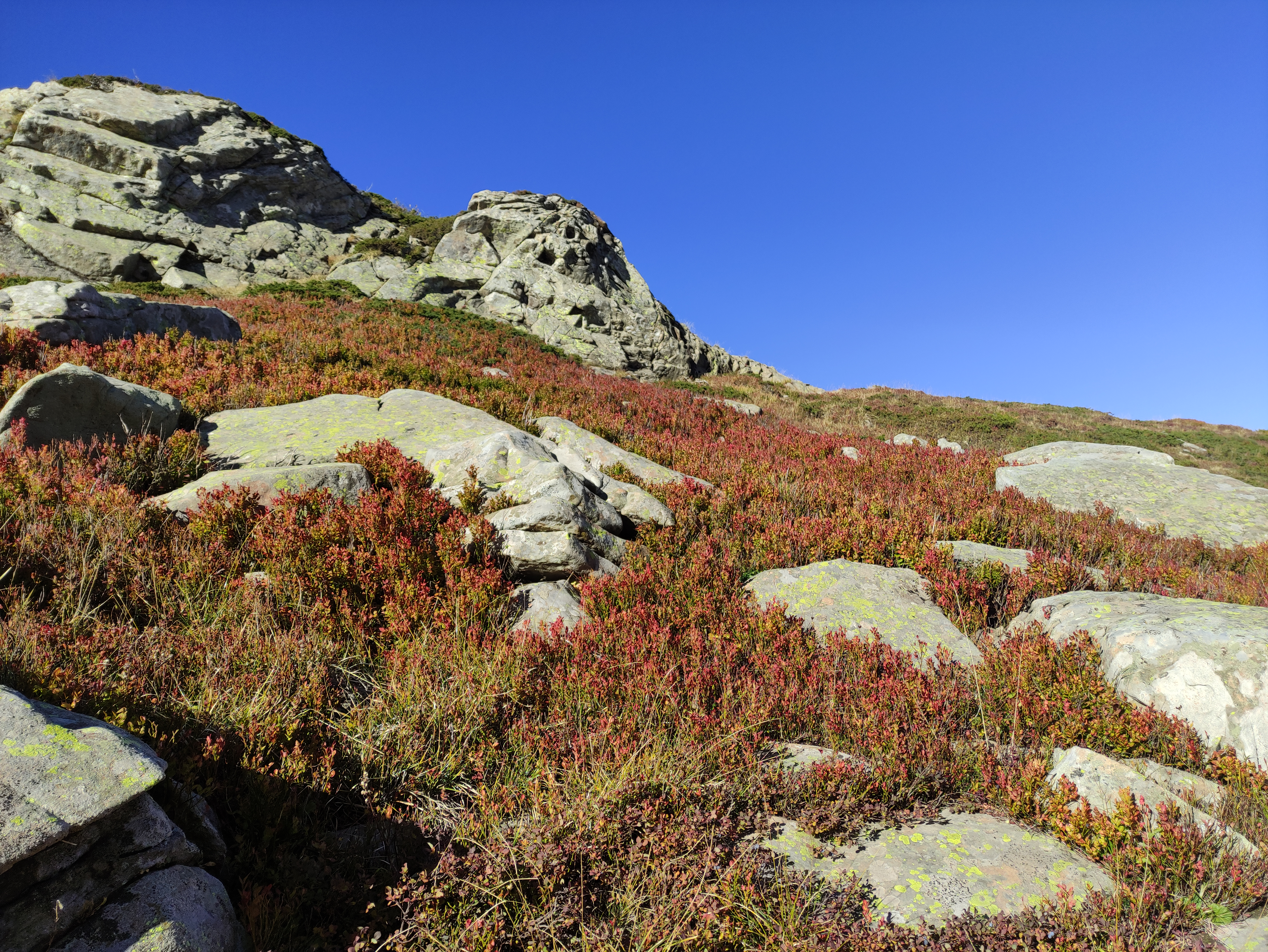
Vaccinieto ad alta quota in Val di Luce, alle pendici dell'Alpe Tre Potenze

Dal suddetto valico, nel 1600 e nel 1700 passava la Via dei remi lungo la quale venivano trasportati all'arsenale di Pisa tronchi di faggi ed abeti per ricavarne remi e assi per il fasciame delle navi del Granducato di Toscana. In sintesi, dopo il taglio nelle foreste vicine al Passo dell'Abetone e a Cutigliano, i tronchi venivano condotti nella parte alta della Valle del Sestaione, vicino al Lago Nero; da qui entravano dal Passo della Vecchia nella Val di Luce, allora chiamata Valle delle Pozze; quindi venivano trasportati lungo il Lago Piatto fino al Passo di Annibale, dove entravano nella Valle delle Tagliole per poi discendere in Garfagnana attraverso il territorio del Ducato di Modena; infine, arrivavano a Pisa su zatteroni attraverso il fiume Serchio, il mare e il fiume Arno.
La Valle delle Pozze fu acquistata nel 1935 dal podestà di Abetone, l'ing. Lapo Farinati Uberti. Questi si mise in animo di valorizzarla, realizzandovi un centro turistico di prim'ordine, per attrarre il bel mondo di allora. L'ambizioso progetto prevedeva la costruzione di un albergo moderno con varie dipendenze, piste da sci, impianti di risalita a fune, piste di pattinaggio, esercizi di ristoro ed un parcheggio. Un grande faro nella parte alta avrebbe giustificato la nuova denominazione: non più Valle delle Pozze, ma l'accattivante Val di Luce. I lavori iniziarono quasi subito: fu costruito l'albergo tutto in pietra sotto il Passo di Annibale, una dipendenza anch'essa in pietra ed alcune infrastrutture. Tuttavia, la partecipazione dell'Italia alla seconda guerra mondiale prima e la scomparsa poi del coraggioso ingegnere interruppe il coronamento delle opere previste.
Negli anni sessanta del secolo scorso fu ripreso ed aggiornato il progetto: furono realizzati progressivamente vari impianti e piste di sci, negozi e pubblici esercizi, parcheggi. Attualmente la Val di Luce, non solo costituisce un comprensorio sciistico dotato di una sua autonomia, ma ben collegato a quello abetonese, dotato perfino di una scuola di sci, ma attrae turisti anche d'estate e il piccolo borgo si sta ampliando con residenze e altre infrastrutture di servizio e di svago.

## Comprensorio sciistico

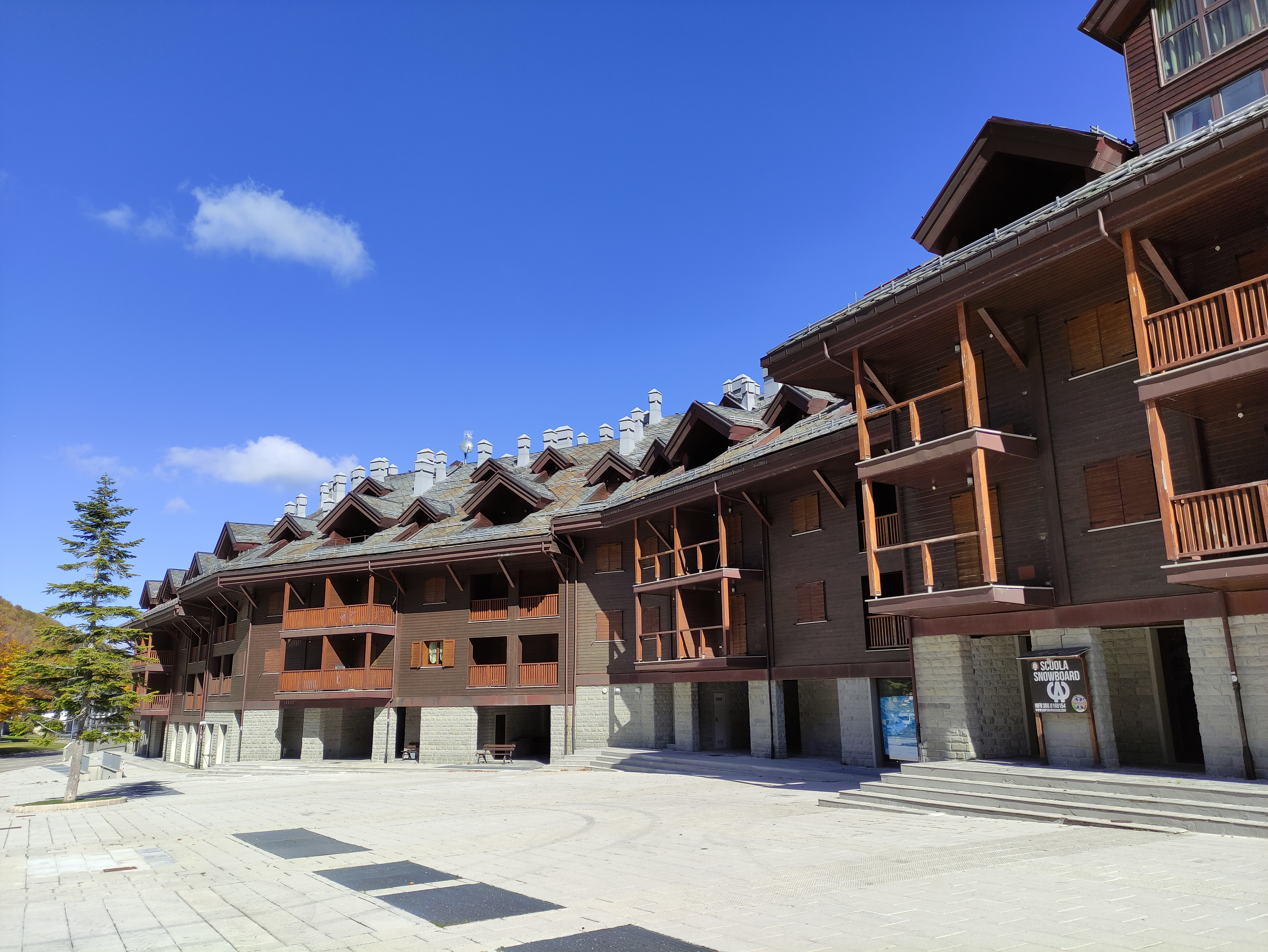
Piazzale della Val di Luce

Il comprensorio sciistico della Val di Luce risale a circa 40 anni fa, quando riscoprendo un vecchio progetto dell'Ing. Lapo Farinati Uberti risalente al 1935, la cui attuazione era stata interrotta dalla guerra e quindi dalla scomparsa dell'ideatore, furono realizzati: vari impianti di trasporto a fune; piste di sci; alberghi e ristoranti; negozi e pubblici esercizi; infrastrutture di servizio e parcheggi.
Attualmente sono in funzione sei impianti di risalita, tra i quali tre seggiovie quadriposto: una risale il Monte Gomito per collegare la Val di Luce al comprensorio sciistico abetonese; una porta al Passo di Annibale; una infine conduce subito sotto la vetta dell'Alpe Tre Potenze. I tracciati sono di bassa e media difficoltà e sono dotati di impianti di innevamento programmato. È inoltre presente un campo scuola costituito da tre piste (Sprella, Jolly e Abetina) servite da una seggiovia quadriposto e due sciovie. L'innevamento è buono, sia per l'elevata altitudine media della valle, sia per l'esposizione a Nord della stessa.
Grazie anche al collegamento alla Val di Luce, il comprensorio sciistico abetonese, con oltre 50 km di piste, se non il primo, è uno dei più importanti, insieme a quello del Monte Cimone, dell'intero Appennino.